# Milton Avery
Milton Avery (*7 de marzo de 1885, Altmar, Nueva York – 3 de enero de 1965) fue un pintor estadounidense.

## Biografía
Se casó en 1926 con Sally Michel, quien como ilustradora proporcionó el sustento para permitir que él se dedicara a la pintura. 
Su obra es fundamental para la pintura abstracta americana pese a ser figurativa. Ha sido visto a menudo como el Matisse americano.
Desde 1930 fue amigo de Adolph Gottlieb y Mark Rothko entre tantos otros que formaban parte del núcleo artístico neoyorquino de la década del 30 y 40s.
La Colección Phillips en Washington D. C. fue el primer museo que en 1929 compró una de sus piezas y que en 1944 le dedicó una exposición
Su hija March Avery, es pintora.